# Ernst Otto Haas
Ernst Otto Haas (* 18. Februar 1912 in Diedenhofen, Lothringen; † 3. Juli 1984) war ein deutscher Politiker (CDU). Er war von 1967 bis 1975 Mitglied des Landtags von Schleswig-Holstein.

## Leben und Beruf
Ernst Otto Haas besuchte ein humanistisches Gymnasium und schloss die Schule mit dem Abitur ab. Von 1931 bis 1933 absolvierte er eine kaufmännische Lehre in Essen und Hamburg. Zwischen 1933 und 1939 war er in Hamburg, Bochum, Nürnberg und Düsseldorf in verschiedenen kaufmännischen Positionen bei Banken und in der Industrie beschäftigt. Von 1939 bis 1945 nahm Haas als Soldat der Wehrmacht am Zweiten Weltkrieg teil, zuletzt war er Hauptmann der Reserve. Nach dem Krieg war er bis 1955 in leitenden Positionen im Lebensmittelimport tätig, im Jahr 1955 machte er sich im Bereich Lebensmittelimport und Packindustrie selbstständig. Haas war verheiratet und Vater von vier Kindern.

## Politik
Haas trat 1953 in die CDU ein. Er wurde später CDU-Ortsverbandsvorsitzender in Wohltorf und Kreisvorstandsmitglied der CDU Lauenburg. Zudem war er Vorstandsmitglied des CDU-Landesfachausschusses Wirtschaft und Mittelstand und Mitglied des Wirtschaftsrates der CDU in Bonn. Er saß auch im Beirat der Studien- und Fördergesellschaft der Schleswig-Holsteinischen Wirtschaft e. V.
Bei der Landtagswahl 1967 wurde Haas als Direktkandidat der CDU im Wahlkreis 43 (Geesthacht) in den schleswig-holsteinischen Landtag gewählt, vier Jahre später konnte er seinen Wahlerfolg im umbenannten Wahlkreis 43 (Reinbek) wiederholen. Er war Abgeordneter vom 16. Mai 1967 bis zum 24. Mai 1975. Während der gesamten Zeit im Landtag war er Mitglied im Wirtschaftsausschuss, von 1967 bis 1971 auch im Ausschuss für Arbeit und Aufbau, bis 1970 zudem im Ausschuss für Volkswohlfahrt.
Ihm wurde 1975 auf Vorschlag der schleswig-holsteinischen Landesregierung das Bundesverdienstkreuz am Bande verliehen.